# Салвадор (Бразилія)
Салвадор (порт. Salvador, повністю порт. São Salvador da Baía de Todos os Santos, або в дослівному перекладі: «Святий Спаситель Бухти Всіх Святих») — місто, столиця штату Баїя, Північно-східний регіон, Бразилія. Тривалий час місто було відоме як Баїя (Bahia), і на багатьох картах і в книгах, виданих до середини XX ст. згадувалося з цією назвою або як Salvador da Bahia, щоб відрізнити його від інших бразильських міст з такою ж назвою. Салвадор був столицею португальської колоніальної Бразилії до 1763 року, коли столиця була перенесена до Ріо-де-Жанейро.

## Географія та клімат
Салвадор розміщений на півострові між Затокою Всіх Святих і Атлантичним океаном. Клімат міста екваторіальний, спекотний та вологий протягом усього року. Вітер з Атлантики пом'якшує парно́ту порівняно з внутрішніми областями штату.
| Клімат Салвадора                                        | Клімат Салвадора | Клімат Салвадора | Клімат Салвадора | Клімат Салвадора | Клімат Салвадора | Клімат Салвадора | Клімат Салвадора | Клімат Салвадора | Клімат Салвадора | Клімат Салвадора | Клімат Салвадора | Клімат Салвадора | Клімат Салвадора |
| Показник                                                | Січ.             | Лют.             | Бер.             | Квіт.            | Трав.            | Черв.            | Лип.             | Серп.            | Вер.             | Жовт.            | Лист.            | Груд.            | Рік              |
| Абсолютний максимум, °C                                 | 37               | 37               | 37               | 37               | 32               | 32               | 35               | 33               | 32               | 35               | 35               | 37               | 37               |
| Середній максимум, °C                                   | 30               | 30               | 30               | 30               | 29               | 28               | 27               | 27               | 28               | 28               | 29               | 30               | 29               |
| Середня температура, °C                                 | 27               | 27               | 27               | 27               | 26               | 25               | 25               | 25               | 25               | 26               | 26               | 27               | 26               |
| Середній мінімум, °C                                    | 23               | 24               | 24               | 23               | 23               | 22               | 21               | 21               | 22               | 22               | 23               | 23               | 23               |
| Абсолютний мінімум, °C                                  | 20               | 18               | 17               | 15               | 12               | 12               | 17               | 16               | 16               | 17               | 18               | 17               | 12               |
| Норма опадів, мм                                        | 110.9            | 121.2            | 144.6            | 321.6            | 324.8            | 251.4            | 203.6            | 135.9            | 112.2            | 122.2            | 118.5            | 132              | 2098.9           |
| ------------------------------------------------------- | ---------------- | ---------------- | ---------------- | ---------------- | ---------------- | ---------------- | ---------------- | ---------------- | ---------------- | ---------------- | ---------------- | ---------------- | ---------------- |
| Джерело: Weatherbase, World Meteorological Organization |                  |                  |                  |                  |                  |                  |                  |                  |                  |                  |                  |                  |                  |

## Населення
За даними перепису 2010 року в Салвадорі проживало 2 676 606 осіб, тобто в Бразилії воно є третім після Сан-Паулу та Ріо-де-Жанейро.

### Расовий склад населення
- білі — 18,9 %
- афробразильці[d] — 27,8 %
- парду — 51,7 %
- азіати — 1,3 %

Трохи більше половини салвадорців є католиками, близько 1/5 — протестантами, решта, переважно, атеїсти.

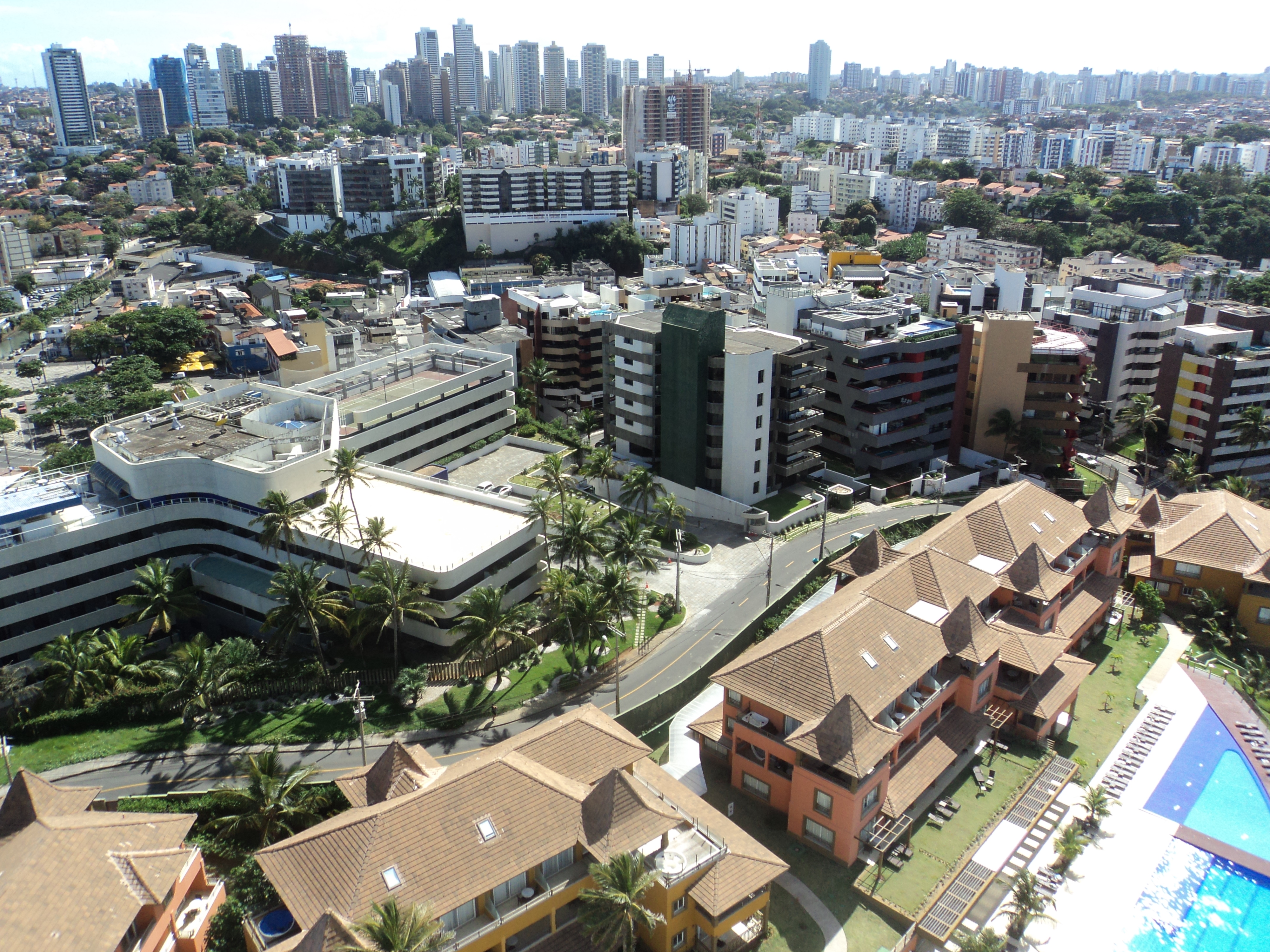
Багаті житлові райони

Салвадор часто називають культурною столицею Бразилії. Багатовікова історія, змішування культур, традицій та звичаїв зробили його символом унікальності та своєрідності бразильської нації. Місто є історичним центром розвитку капоейри — традиційної бразильської боротьби-танцю. Бразильська кухня, яка народилася при змішуванні португальської та африканської, гостра та заснована на морепродуктах, квасолі та рисі, вона славиться у всьому світі.
За рівнем злочинності Салвадор стабільно входить до першої трійки великих бразильських міст.[джерело?]

## Транспорт
З червня 2014 року в місті працює метрополітен.

## Уродженці
- Луіс Алберто де Віанна Моніз Бандейра (1935—2017) — бразильський письменник, професор, політичний діяч, історик і поет.

## Міста-побратими
- Шакка, Італія (2001).
- Лісабон, Португалія (1985).
- Ангра-ду-Ероїшму, Португалія (1985).
- Кашкайш, Португалія (1985).
- Маямі, США (2006).
- Лос-Анджелес, США (1962).
- Котону, Бенін (1987).
- Понтеведра, Іспанія (1992).
- Гавана, Куба (1993).
- Харбін, КНР (2003).
- Чунцін, КНР (2011).

## Фотогалерея

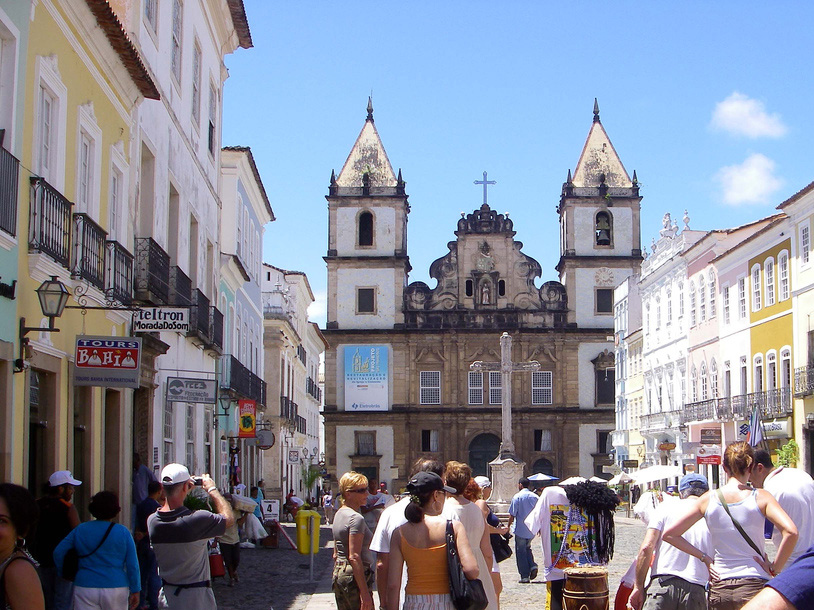
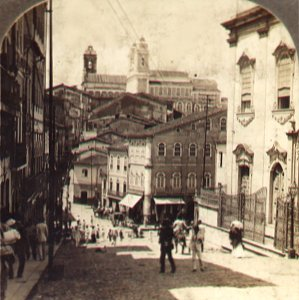
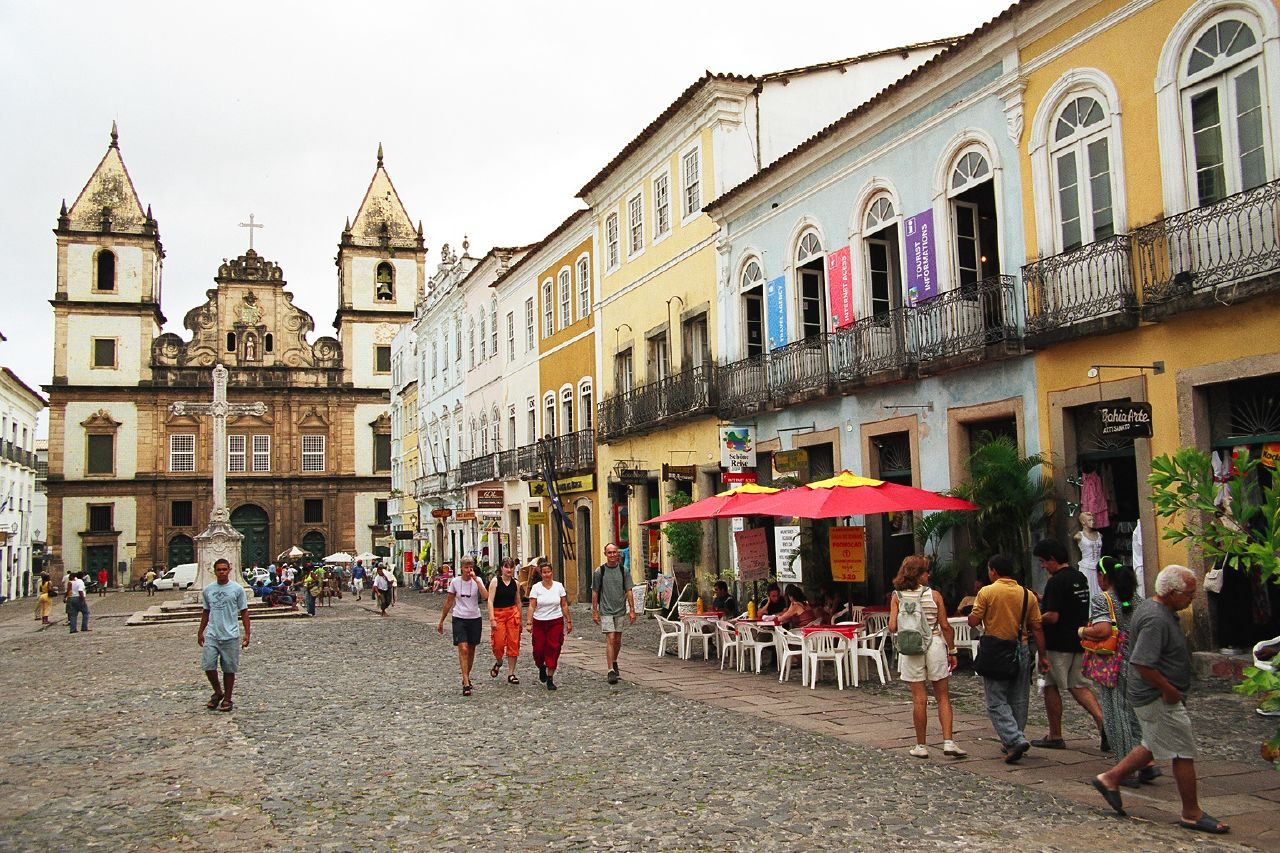
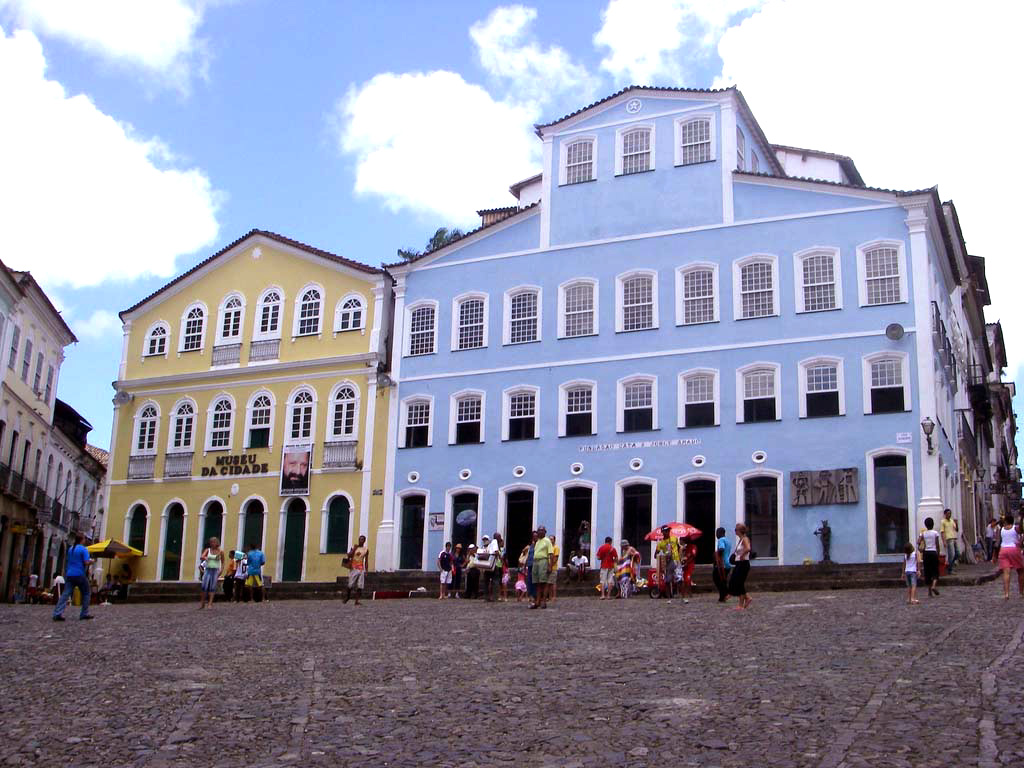
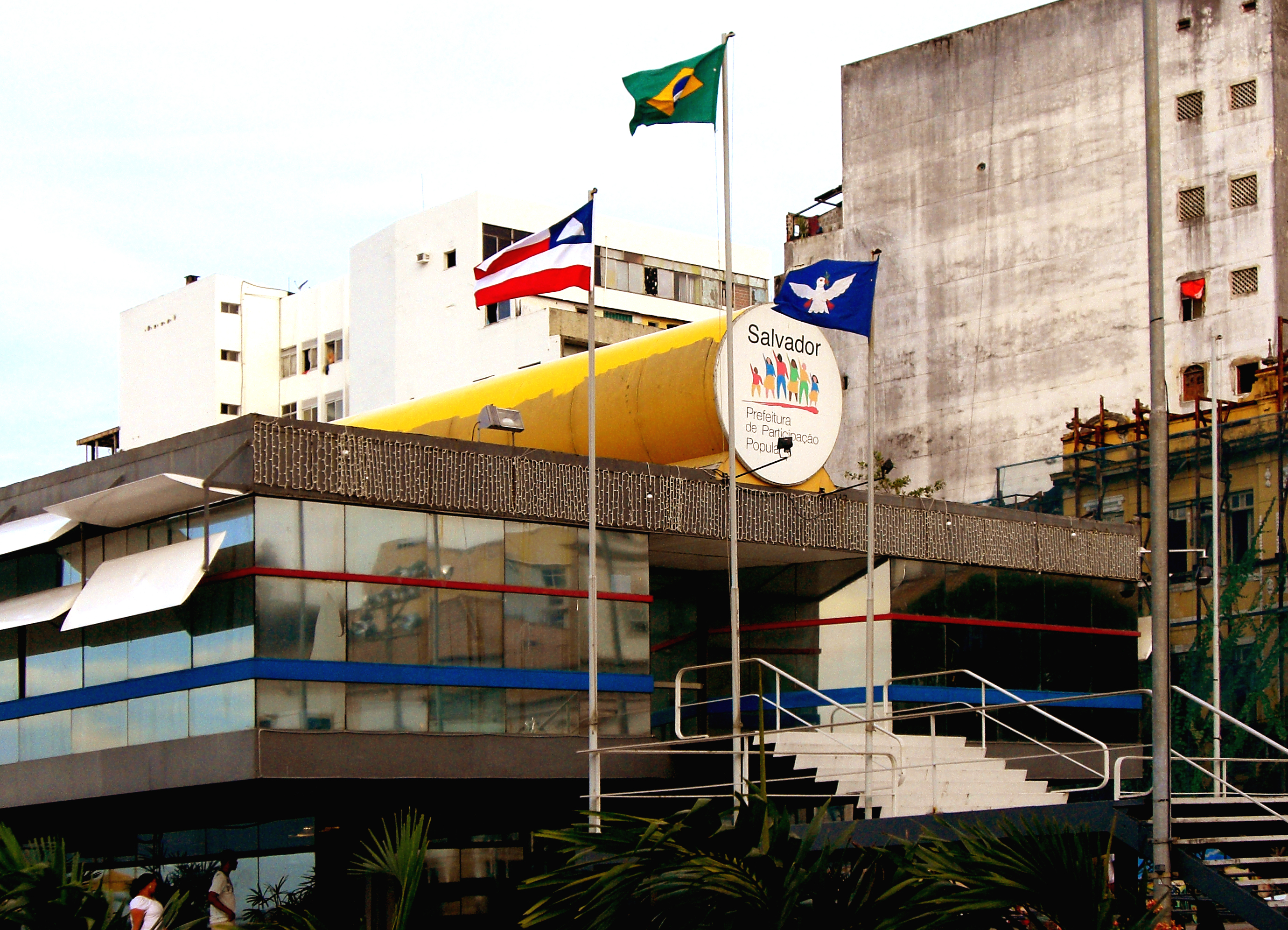
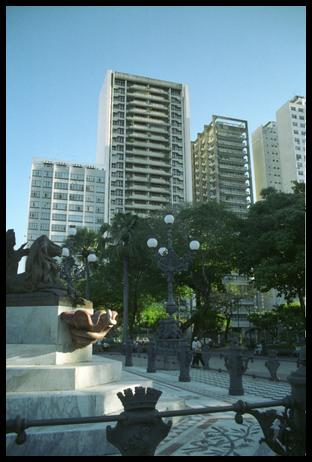
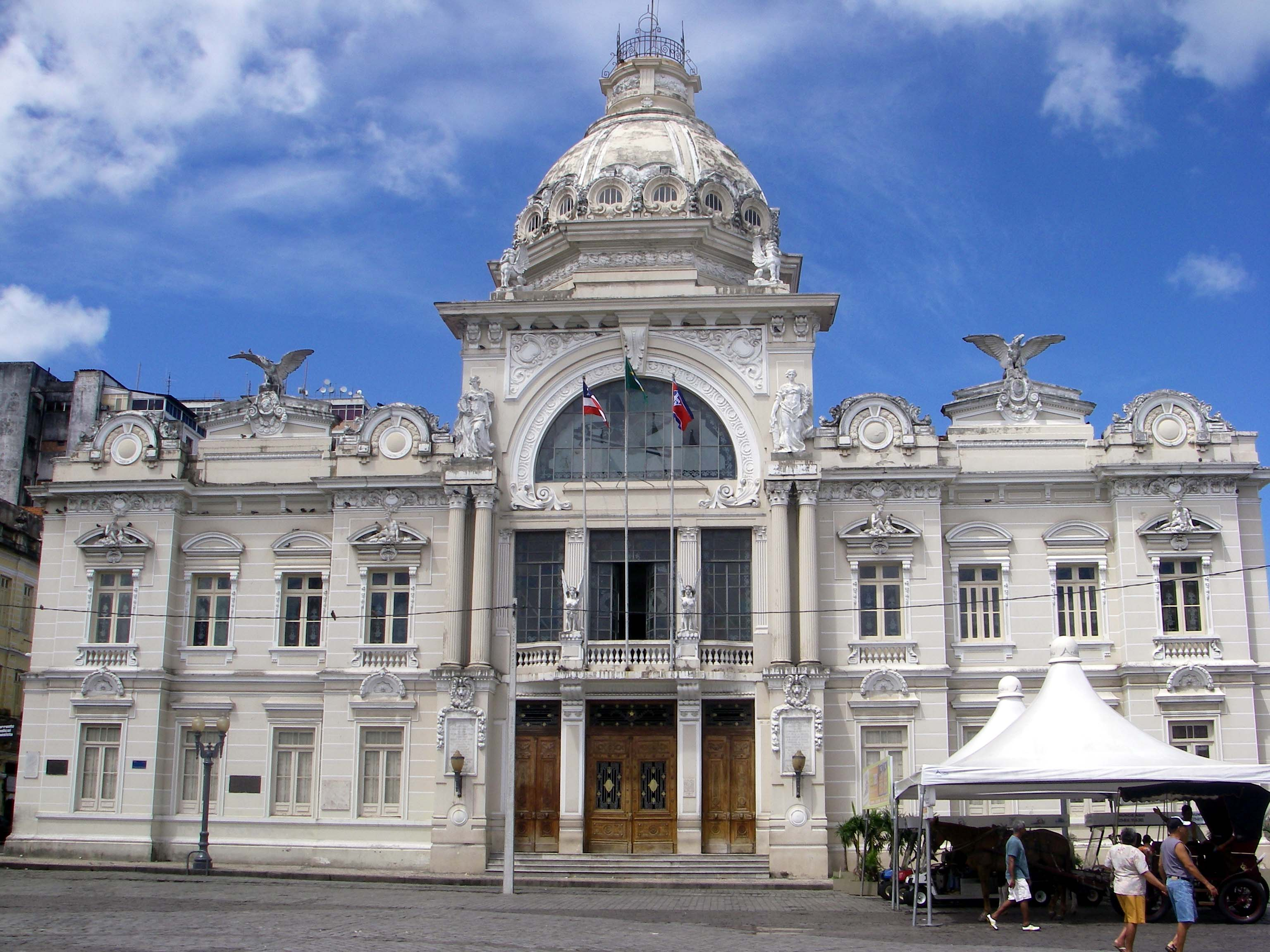
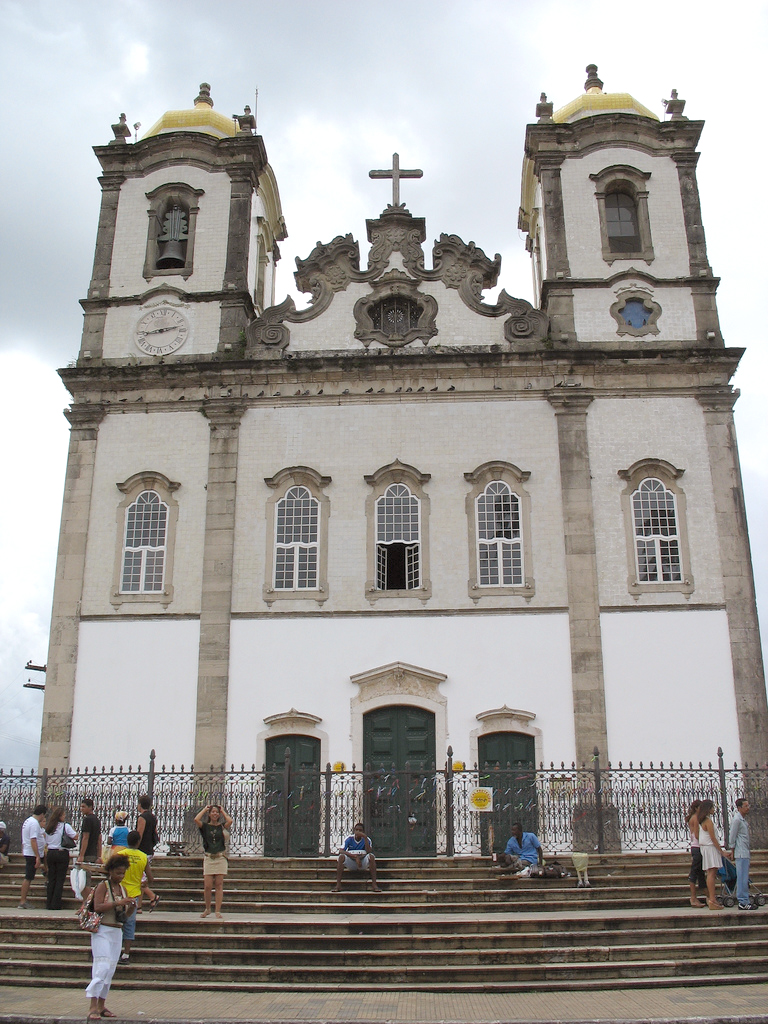
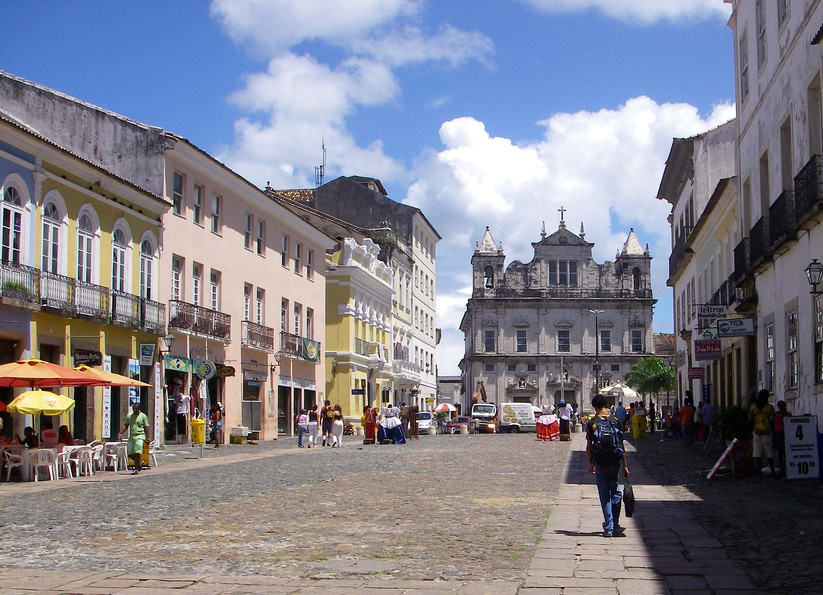
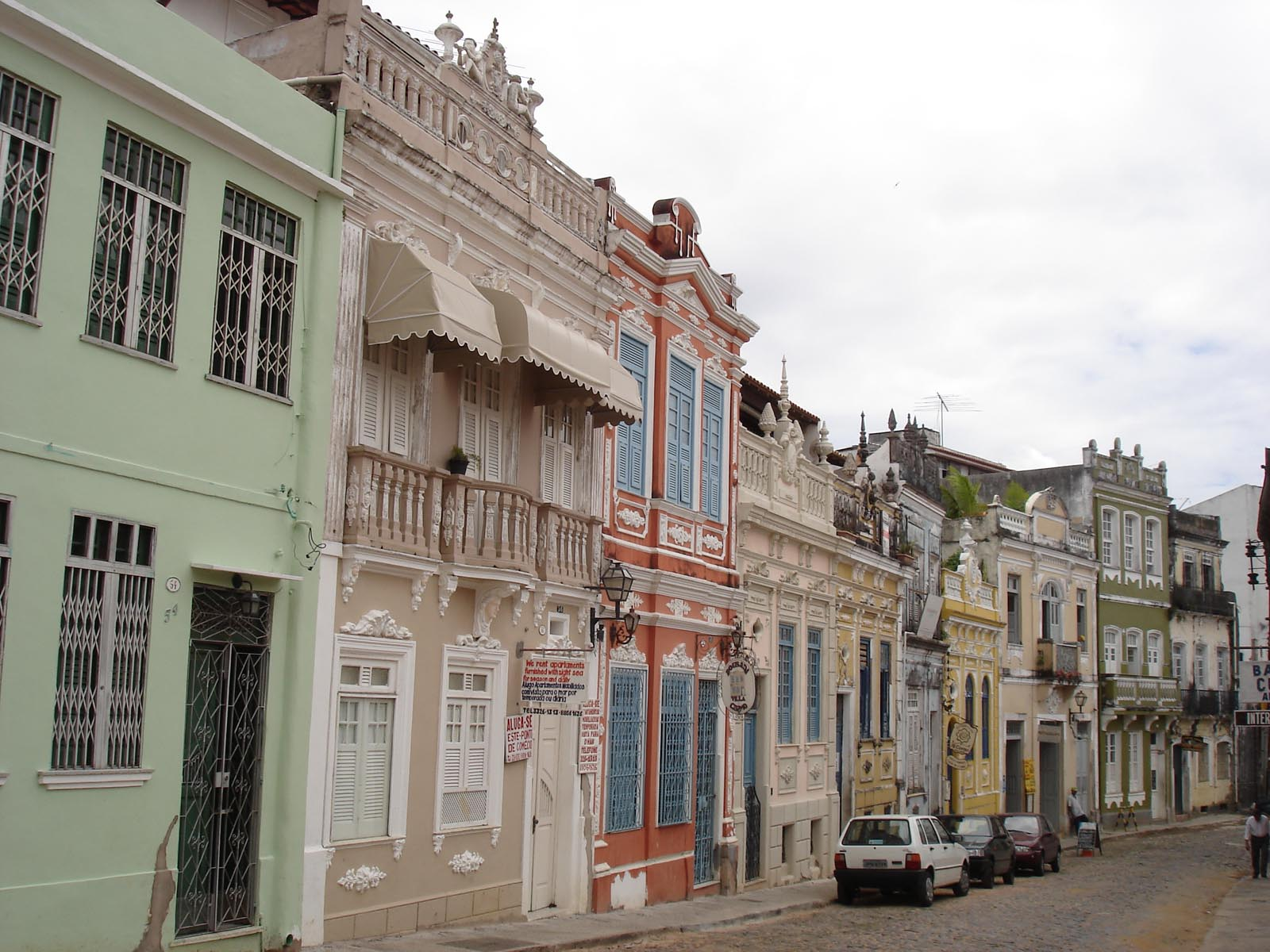
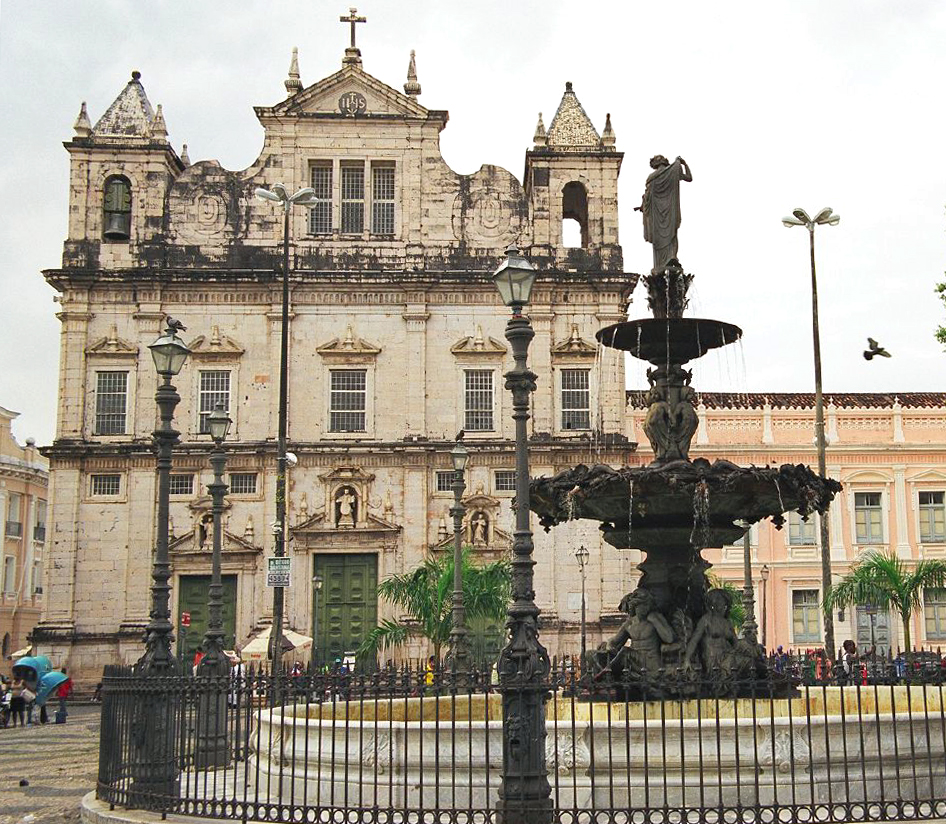
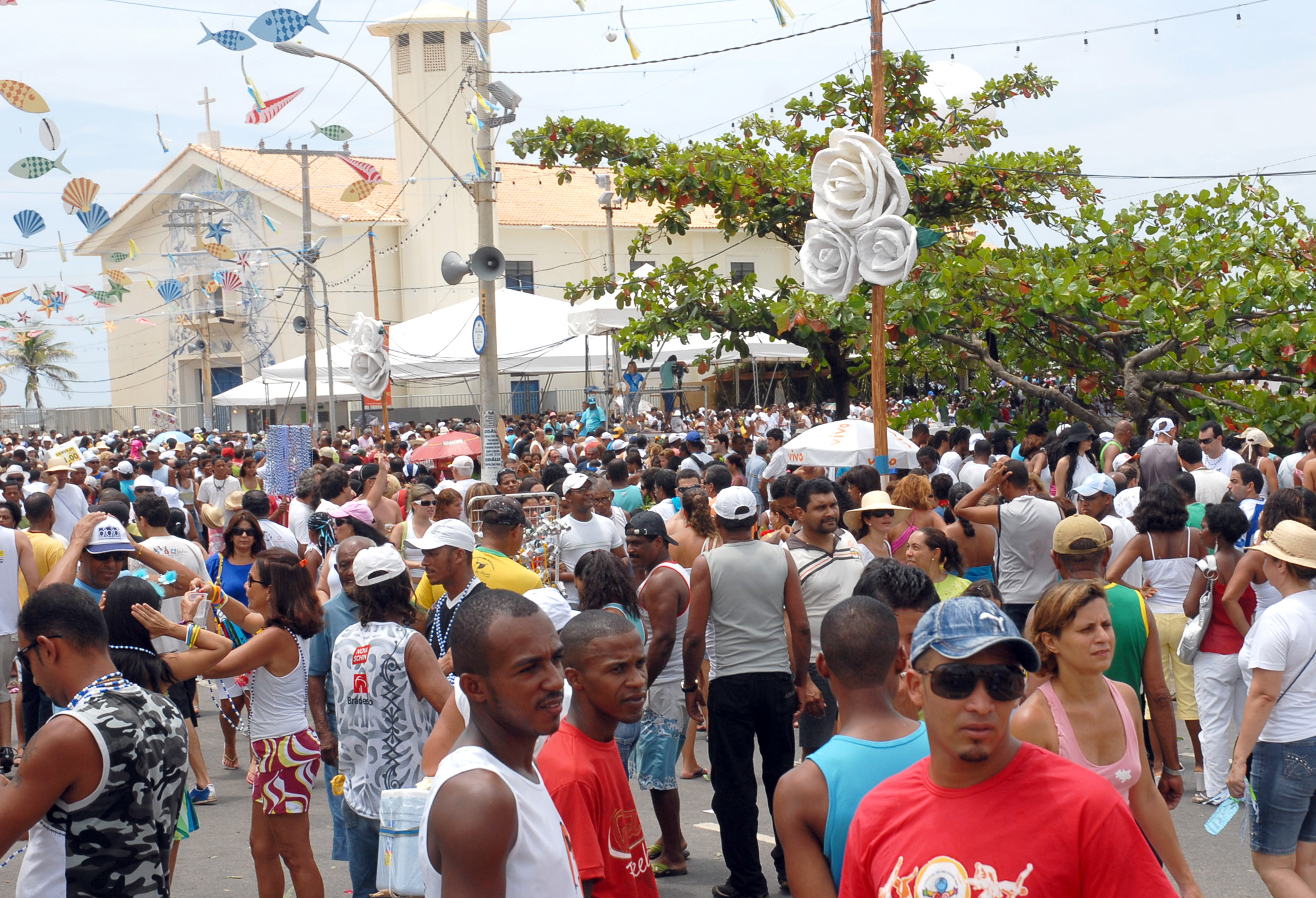
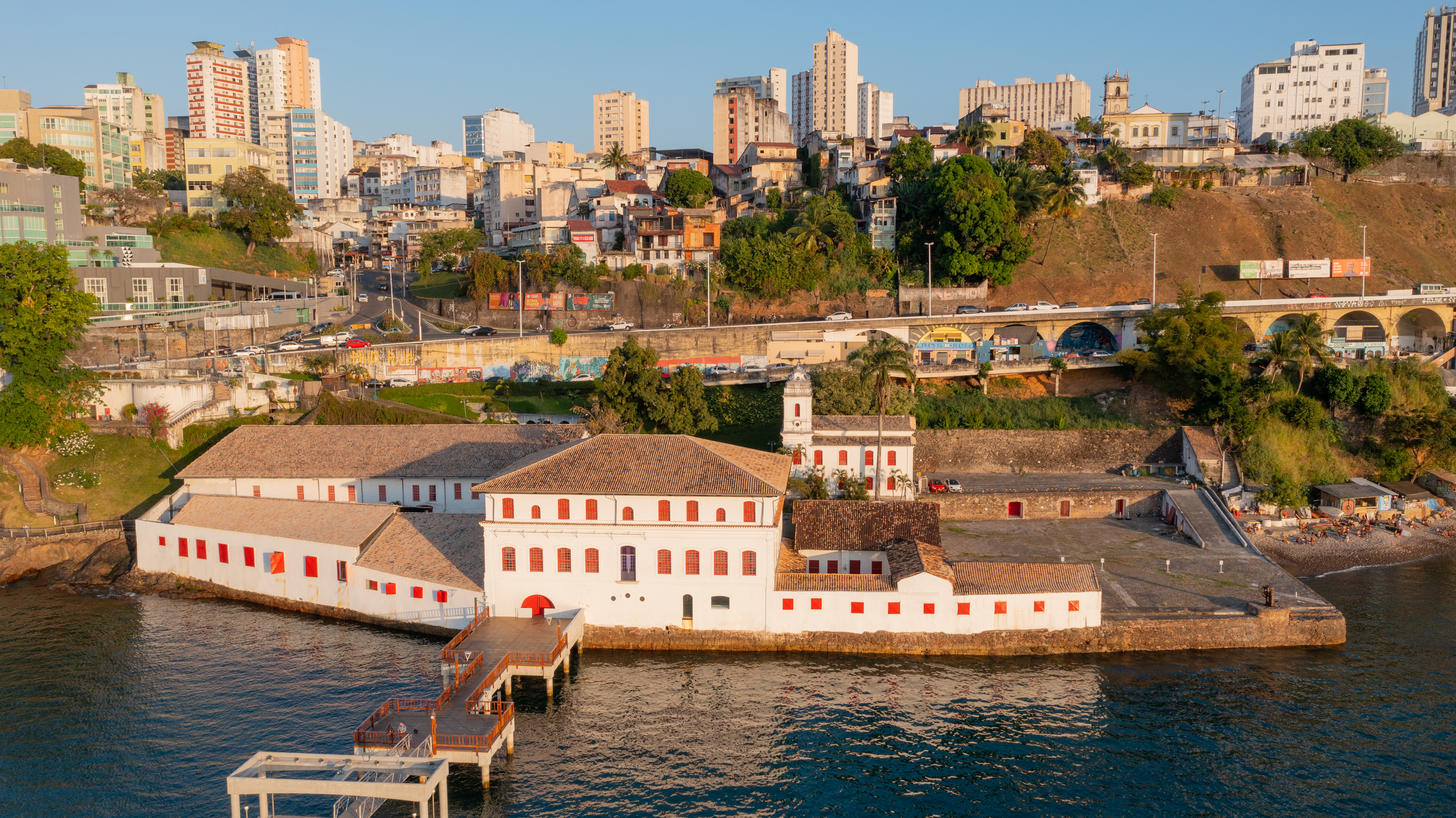
Музей сучасного мистецтва Баїя - Solar do Unhão
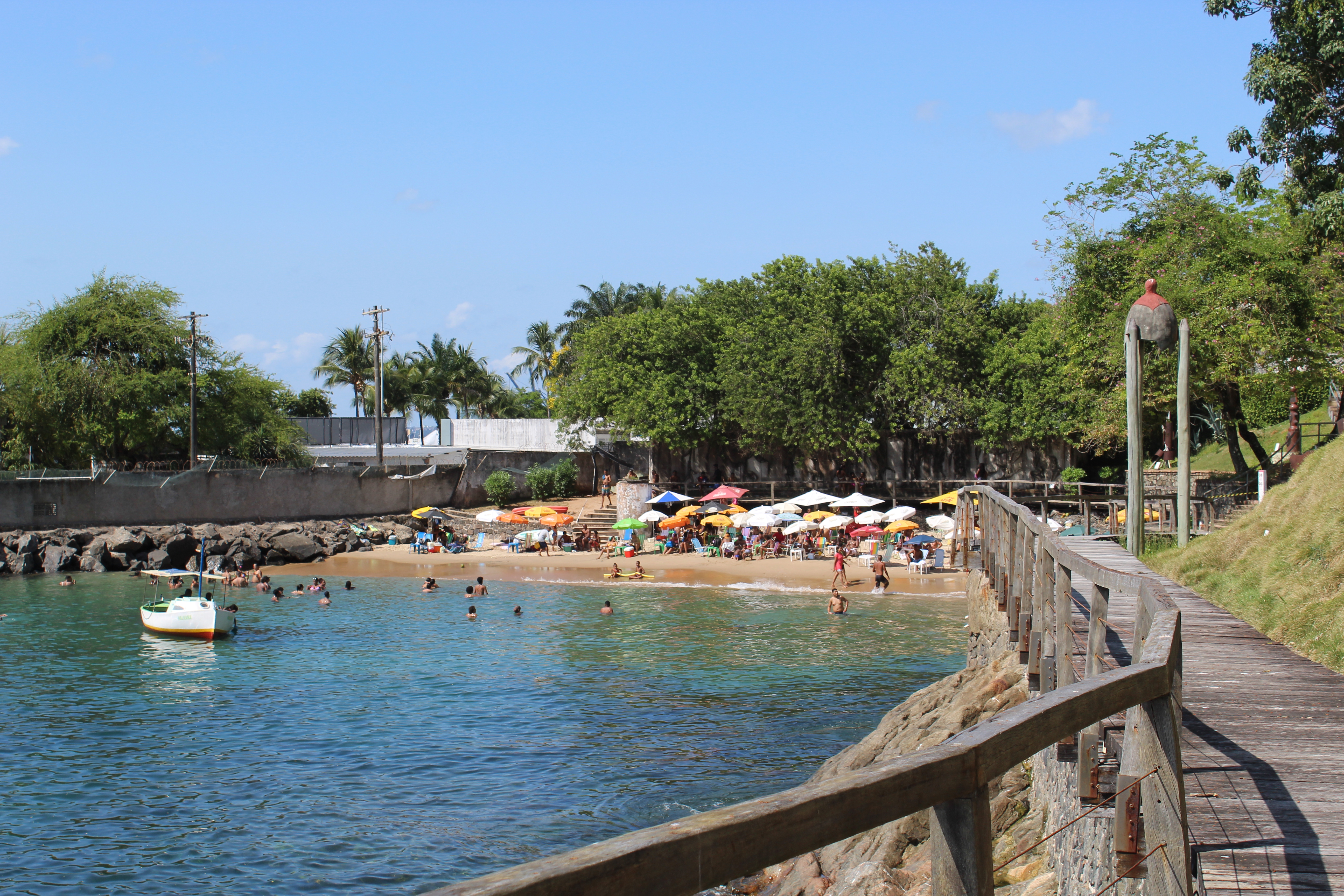
Пляж Музею сучасного мистецтва Баїя в Парку скульптур
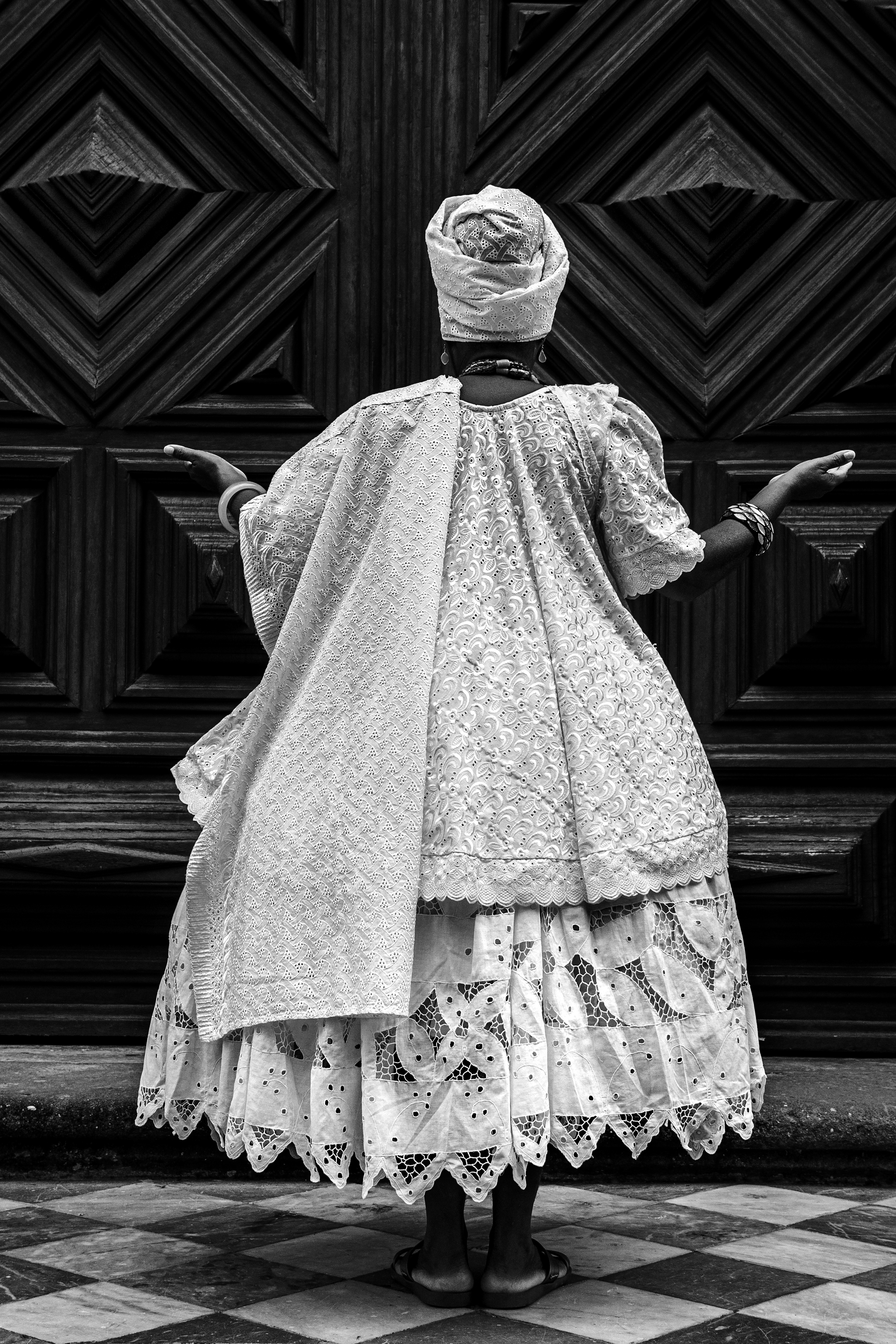
Баяна.
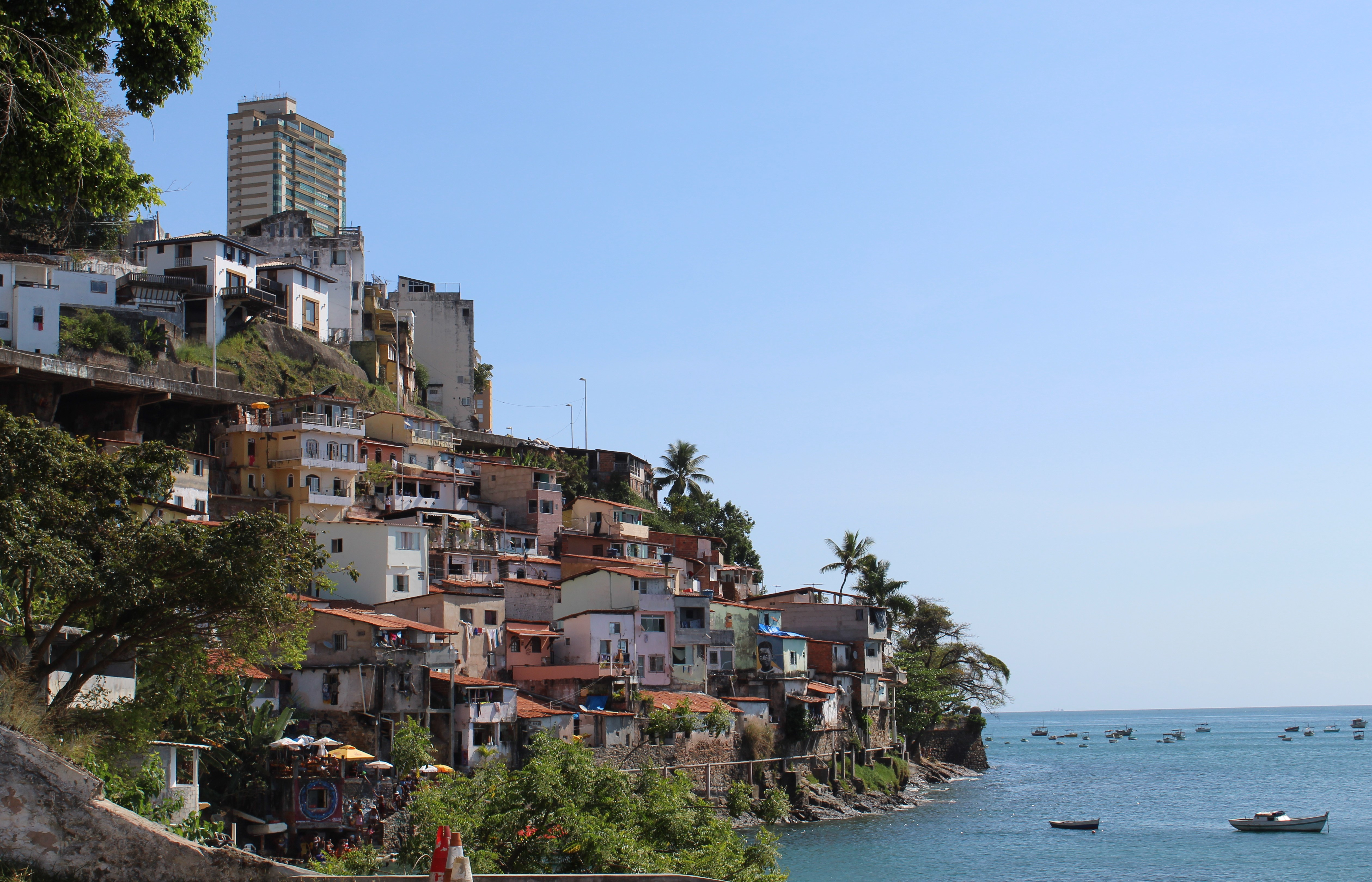
Сусідство з Гамбоа-де-Байшу